# Planes Mistaken for Stars
Planes Mistaken for Stars es una banda de post-hardcore fundada en 1997 en Peoria, Illinois. Después de lanzar cuatro álbumes, varios EP y aparecer en numerosos recopilatorios, PMFS (como también son conocidos) anunció en julio de 2007 su ruptura tras diez años de carrera musical. Su último álbum de estudio fue We Ride to Fight! (The First Four Years), un doble CD.

## Discografía
| Año  | Álbum                                   | Discográfica      |
| ---- | --------------------------------------- | ----------------- |
| 2001 | Fuck With Fire                          | No Idea Records   |
| 2002 | Black on Black: A Tribute to Black Flag | Initial Records   |
| 2004 | Up in Them Guts                         | No Idea Records   |
| 2006 | Mercy                                   | Abacus Recordings |
| 2007 | We Ride To Fight: The First Four Years  | No Idea Records   |

## Integrantes actuales
- Gared O'Donnell - guitarra, cantante
- Chuck French - guitarra
- Neil Keener - bajo
- Mike Ricketts - batería

## Integrantes en el pasado
- Jamie Drier - bajo
- Aaron Wise - bajo
- Matt Bellinger - guitarra